# Evans Kangwa
 Evans Kangwa  (Kasama, 9 de octubre de 1992) es un futbolista zambiano. Juega de delantero y su equipo es el Abha Club de la Liga de Yello.

## Clubes
| Club                     | País           | Año       |
| ------------------------ | -------------- | --------- |
| Nakana F. C.             | Zambia         | 2010-2015 |
| Hapoel Ra'anana (cedido) | Israel         | 2014-2015 |
| Hapoel Ra'anana          | Israel         | 2015-2016 |
| Gaziantepspor            | Turquía        | 2016-2017 |
| P. F. C. Arsenal Tula    | Rusia          | 2017-2023 |
| Qingdao Hainiu           | China          | 2023-2024 |
| Abha Club                | Arabia Saudita | 2025-     |

## Vida personal
Su hermano Kings también es futbolista e internacional por Zambia.